# 遊楽
株式会社遊楽（ゆうらく）は、埼玉県さいたま市浦和区に本社を置くパチンコホールを経営する企業。

## 沿革
- 1956年 - 有楽会館 創業。
- 1986年 - 株式会社有楽 設立。
- 1993年 - 株式会社遊楽 設立。本格的な店舗展開を開始。
- 1994年 - ガーデングループとして組織を再編。ローズガーデン 新規オープン。シェルガーデン 新規オープン。
- 1996年 - レストラン　ガーデニア 新規オープン。ガーデンパーティ 新規オープン。
- 1997年 - ガーデンプレイス 新規オープン。
- 1998年 - アップルガーデン 新規オープン。
- 2000年 - ガーデン桶川 新規オープン。
- 2002年 - ガーデン浦和東口 新規オープン。ガーデン北与野 新規オープン。ガーデン浦和本店 新規オープン。さいたま市中央区より浦和区へ本部移転。10店舗に達する。
- 2004年 - ガーデン東浦和 新規オープン。ロータス 新規オープン。
- 2005年 - ガーデン板橋 新規オープン。ガーデン亀戸 新規オープン。
- 2007年 - ガーデン松戸 新規オープン。ISO規格の認証を取得。
- 2008年 - ガーデン所沢 新規オープン。ガーデン小手指 新規オープン。ガーデン八王子　新規オープン。
- 2009年 - ガーデン入間 新規オープン。ガーデン川口安行 新規オープン。「G-MODEL」（経営理念）の再構築。
- 2010年 - パチックスライト リニューアルオープン。ガーデン東浦和II 新規オープン。ガーデン与野本町　新規オープン。
- 2011年 - ガーデン上板橋 新規オープン。スロットタワージャルダン 新規オープン。ガーデン松戸東 新規オープン。メガガーデン桶川 新規オープン。メガガーデン八潮 新規オープン。20店舗に達する。
- 2012年 - メガガーデン所沢スロット館　新規オープン。ガーデン東十条 新規オープン。
- 2013年 - ガーデン八王子インター 新規オープン。
- 2014年 - ガーデン取手 新規オープン。
- 2016年 - 創業60周年記念番組『王庭伝説』（テレビ埼玉）放送。
- 2020年 - 本社建て替えに伴い桜区田島に本社移転。

## 関連会社
- 株式会社埼玉遊楽
- 株式会社東京遊楽
- 株式会社千葉遊楽